# Educação continuada
A educação continuada representa o conceito de que "nunca é cedo ou tarde demais para se aprender", uma filosofia que tem sido adaptada por uma vasta gama de organizações diferentes. A educação continuada é atitudinal, ou seja, as pessoas podem e devem estar abertas a novas ideias, decisões, habilidades ou comportamentos. A educação continuada atira porta afora o axioma de que "não se ensinam novos truques a um cachorro velho". A educação continuada vê as pessoas como capazes de aproveitar oportunidades de aprendizado em todas as idades e em numerosos contextos: no trabalho, em casa e através de actividades de lazer, não apenas através de canais formais tais como escolas e universidades.

## Breve Definição
A educação continuada pode ser entendida como qualquer categoria de prática ou aprendizagem pós-ensino. Do ponto de vista empresarial, educação continuada é o conjunto de esforços necessários ao profissional para acompanhar a mudança constante de cenários na sua área de atuação.
É necessário entender a necessidade desta categoria de educação. A PUC-RS no seu site sobre Educação Continuada, na página onde apresenta este conceito para o público (http://www3.pucrs.br/portal/page/portal/educon/index/apresentacao/conheca), aponta alguns fatores geradores desta necessidade do profissional moderno, dentre os quais quatro se destacam: atualizar-se no seu campo profissional; aprofundar habilidades e conhecimentos técnicos; diferenciar-se no mercado de trabalho; e buscar novas oportunidades de atuação profissional.
A enorme gama de informações, depoimentos de casos, ferramentas e metodologias disponíveis na internet, além do número de pessoas competentes e experientes conectadas nas redes sociais fornecem a matéria-prima necessária à atualização das competências do profissional da era informacional. E o tempo necessário à filtragem desta avalanche de informações? E a ajuda da expertise de educadores e de profissionais experientes no mercado para indicar o que é relevante, separando o trigo do joio? Quem pode responder a estas questões são os educadores que trabalham com educação gerencial e andragogia. Esta tribo, normalmente composta por profissionais experientes que militam na academia, pode contribuir de maneira eficaz para o desenvolvimento continuado de gerentes e profissionais. Os profissionais por meio da educação continuada são mantidos atualizados, capacitando-os para aplicar novas melhorias no seu trabalho e preparando para oportunidade de crescimento profissional.

## Ferramentas de Aprendizado
Blogs, sites, murais de mídias sociais, serviços de armazenagem em nuvem, chats e fóruns de discussão são ferramentas adequadas ao suporte da educação continuada, a partir da disponibilização de informações, metodologias e práticas de temas centrais onde o educador detém experiência. Os conteúdos e meios para se obter esta educação são os seguintes:
1. Notícias especializadas sobre o tema central de expertise e outros temas afins, através de agregadores de notícias que são sistemas que leem os RSS (Rich Site Summary ou Really Simple Syndication: Uma forma simplificada de apresentar o conteúdo de um site), podem manter os profissionais atualizados sobre o que acontece no mundo a respeito do assunto em foco;
2. Posts escritos periodicamente pelo educador num blog ou num mural de rede social, breves (em gotas), mas abundantes em conteúdo, podem fornecer um conhecimento básico ao profissional sobre determinado subtema do tema central;
3. Bibliografias comentadas com sinopses dos livros indicados por subtema do tema central, e disponibilizados em blogs, sites ou redes sociais, devem aprofundar o que foi lido no blog do educador;
4. Material selecionado para leitura, como livros digitais, artigos científicos, cases empresariais e/ou colunas de periódicos da Web, indicados por links em sites, blogs ou murais de redes sociais, podem fornecer um complemento pós-ensino contínuo e atualizado;
5. Cursos indicados, presenciais ou on-line, aos profissionais que desejam continuar os seus estudos sobre o tema central da expertise do educador, devem criar um processo de Coaching;
6. Material didático da disciplina que o educador estiver lecionando, liberado e armazenado numa nuvem para que os alunos possam baixar, podem contribuir para um melhor desenvolvimento do profissional;
7. Canal aberto periódico e constante entre o educador e os profissionais treinados, através de salas de Chat e/ou Fóruns de Discussão sobre o tema central, ou subtemas da expertise do educador, também devem prover um processo de Coaching.